# Gran Premi del Brasil del 1977
Resultats del Gran Premi de Brasil de Fórmula 1 de la temporada 1977, disputat al circuit de Interlagos, el 23 de gener del 1977.

## Resultats
| Pos | No | Pilot              | Equip                | Voltes | Temps/ Retirada  | Pos. de sortida | Punts |
| --- | -- | ------------------ | -------------------- | ------ | ---------------- | --------------- | ----- |
| 1   | 12 | Carlos Reutemann   | Ferrari              | 40     | 1h 45' 07. 72    | 2               | 9     |
| 2   | 1  | James Hunt         | McLaren - Ford       | 40     | + 10.71 s        | 1               | 6     |
| 3   | 11 | Niki Lauda         | Ferrari              | 40     | + 1' 47. 51 min. | 13              | 4     |
| 4   | 28 | Emerson Fittipaldi | Fittipaldi - Ford    | 39     | + 1 Volta        | 16              | 3     |
| 5   | 6  | Gunnar Nilsson     | Lotus - Ford         | 39     | + 1 Volta        | 10              | 2     |
| 6   | 17 | Renzo Zorzi        | Shadow - Ford        | 39     | + 1 Volta        | 18              | 1     |
| 7   | 29 | Ingo Hoffman       | Fittipaldi - Ford    | 38     | + 2 Voltes       | 19              |       |
| Ret | 8  | Carlos Pace        | Brabham - Alfa Romeo | 33     | Accident         | 12              |       |
| Ret | 16 | Tom Pryce          | Shadow - Ford        | 33     | Motor            | 5               |       |
| Ret | 18 | Hans Binder        | Surtees - Ford       | 32     | Suspensions      | 20              |       |
| Ret | 7  | John Watson        | Brabham - Alfa Romeo | 30     | Accident         | 7               |       |
| Ret | 26 | Jacques Laffite    | Ligier - Matra       | 26     | Accident         | 14              |       |
| Ret | 4  | Patrick Depailler  | Tyrrell - Ford       | 23     | Accident         | 6               |       |
| Ret | 5  | Mario Andretti     | Lotus - Ford         | 19     | Encesa           | 3               |       |
| Ret | 9  | Alex Ribeiro       | March - Ford         | 16     | Motor            | 21              |       |
| Ret | 2  | Jochen Mass        | McLaren - Ford       | 12     | Accident         | 4               |       |
| Ret | 3  | Ronnie Peterson    | Tyrrell - Ford       | 12     | Accident         | 8               |       |
| Ret | 22 | Clay Regazzoni     | Ensign - Ford        | 12     | Accident         | 9               |       |
| Ret | 19 | Vittorio Brambilla | Surtees - Ford       | 11     | Accident         | 11              |       |
| Ret | 20 | Jody Scheckter     | Wolf - Ford          | 11     | Motor            | 15              |       |
| Ret | 10 | Ian Scheckter      | March - Ford         | 1      | Transmissió      | 17              |       |
| Ret | 14 | Larry Perkins      | BRM                  | 1      | Sobreescalfament | 22              |       |

## Altres
- Pole: James Hunt 2' 30. 110

- Volta ràpida: James Hunt 2' 34. 550 (a la volta 33)